# Optisch pincet

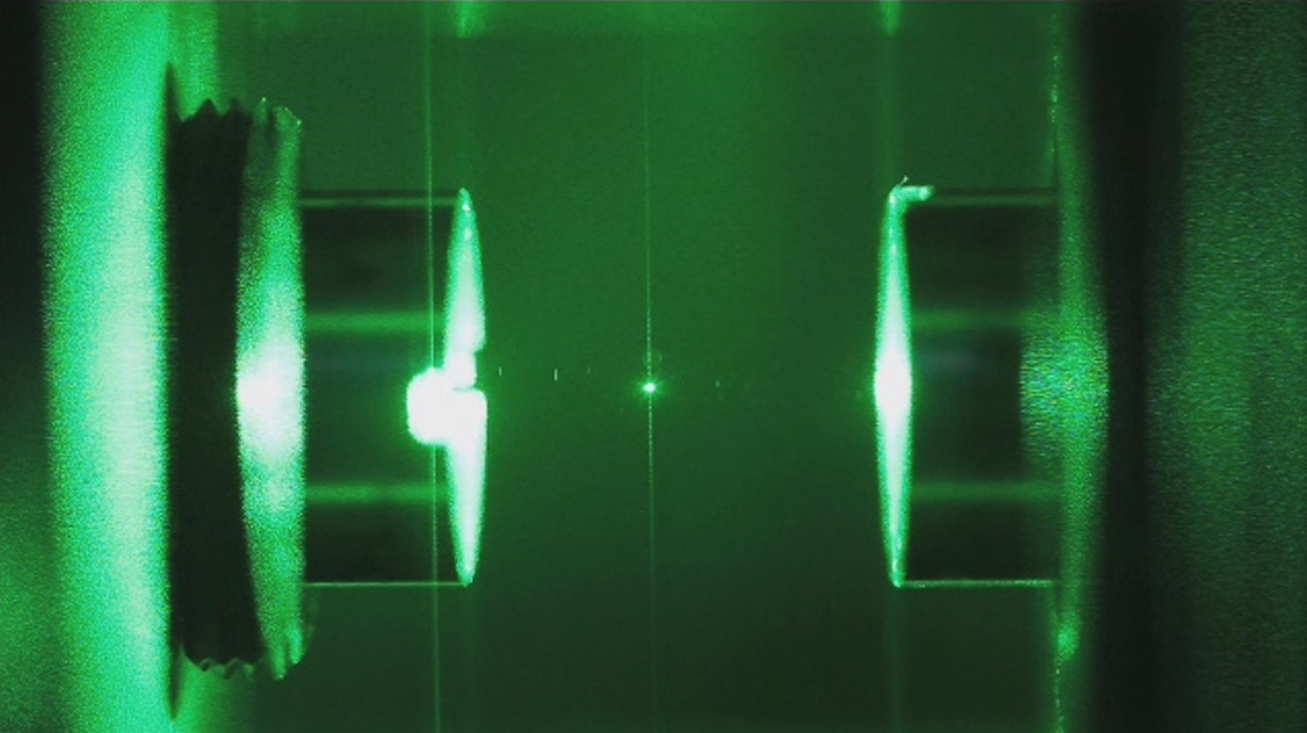
Glazen nanodeeltje gevangen in een optisch pincet.

Een optisch pincet is een lichtbundel die een deeltje (1-2 µm groot) kan manipuleren. Er wordt gebruikgemaakt van laserbundels (107 W/cm²): door de impulsverandering van het verstrooide licht en door het lichtgradiënt, worden krachten uitgeoefend die resulteren in het vasthouden van het deeltje.
Door gebruik te maken van gepolariseerd licht in een bepaald patroon, kunnen de deeltjes zelfs aan het draaien gebracht worden.

## Geschiedenis
Detectie van optische verstrooiing en gradiëntkrachten op deeltjes van microngrootte werd in 1970 voor het eerst beschreven door Arthur Ashkin, een Amerikaanse wetenschapper werkzaam bij Bell Labs. Jaren later beschreef Ashkin en collega's de eerste waarnemingen van wat nu genoemd wordt als een optisch pincet; een sterk gefocusseerde laserbundel die in staat is om microscopisch kleine deeltjes stabiel te houden in drie-dimensies. In 2018 werd Ashkin voor deze ontwikkeling onderscheiden met de Nobelprijs voor Natuurkunde.
Steven Chu, een van de co-auteurs van de publicatie uit 1986 zou de optisch pincet gebruiken om neutrale atomen af te koelen en te vangen in een zogenaamde magnetisch-optische val. Chu verklaarde dat Ashkin de eerste was die optische pincetten beschreef als methode om atomen vast te houden. Ashkin was in staat grote deeltjes te vangen (diameter 10 tot 10.000 nm). Chu verbeterde deze techniek tot individuele atomen met een diameter tot 0,1 nm. Dit onderzoek leverde Chu in 1997 de Nobelprijs voor Natuurkunde op, samen met Claude Cohen-Tannoudji en William Daniel Phillips.

## Principe
Een laserstraal kan zowel breken als reflecteren als een gefocusseerde laserbundel op een klein transparant object stuit. Dit omdat zowel reflectie als breking de impuls van de fotonen verandert, waardoor het deeltje – door de derde wet van Newton – reactiekrachten ondervindt. Door ongelijke intensiteiten zal het deeltje een netto kracht ondervinden in de richting van de hoogste lichtintensiteit, waardoor objecten in de richting van de focus van de sterk gefocuste laserbundel worden getrokken.
Daarnaast creëert gefocuseerde laserlicht een potentiaalput, wat ervoor zorgt dat het deeltje in het brandpunt van de laserstraal blijft en te manipuleren is.

## Nadelen
- Opwarming van het preparaat (wat onaanvaardbaar is voor biologische preparaten). Daarom is het voor iedere soort materiaal en experiment noodzakelijk te bepalen welke invloed de laser heeft en waarnodig het vermogen van de laser en/of meettijden aan te passen.